# Radisson Collection Royal Hotel, Copenhagen
Het Radisson Collection Royal Hotel, Copenhagen is een vijfsterrenhotel met 261 kamers in de Deense hoofdstad Kopenhagen dat tussen 1956 en 1960 werd gebouwd in opdracht van de luchtvaartmaatschappij Scandinavian Airlines (SAS). Hoewel het hotel sinds 2019 als Radisson Collection Royal Hotel, Copenhagen wordt uitgebaat, staat het nog steeds bekend als SAS Royal Hotel en prijken de letters SAS nog altijd op de gevel. 
Het hotel werd ontworpen door de Deense architect en vormgever Arne Jacobsen, die kwam met een gebouw in de internationale stijl met een vliesgevel van glas en staal. Jacobsen beperkte zich niet tot het gebouw zelf maar ontwierp tot aan de kleinste details ook het interieur en zelfs het bestek voor het restaurant. Enkele van de meubels die Jacobsen voor het hotel ontwierp, zoals de stoelen De Zwaan en Het Ei, gelden als klassiekers van vormgeving.

## Ligging
Het hotel ligt vlak bij het centraal station van Kopenhagen, op de hoek van de Vesterbrogade, aan de zuidkant, en de Hammerichsgade, aan de oostkant, schuin tegenover  pretpark Tivoli. SAS volgde hiermee de 19e-eeuwse gewoonte om de grote hotels bij belangrijke stations te bouwen, bovendien was het terrein van 1864 tot 1911 de locatie van het toenmalige centraal station. Aan de noordkant, waar ook de inrit van het parkeerterrein is, wordt het terrein begrensd door de Ved Vesterport en aan de westkant staat aangrenzende bebouwing.

## Geschiedenis
In 1954 kwam SAS met plannen voor een lijndienst tussen Europa en de westkust van de Verenigde Staten via de poolroute die in advertenties SAS Polar Short Cut genoemd werd. De eerste lijnvlucht van Kopenhagen naar Los Angeles vond plaats op 16 november 1954 met een met stermotoren uitgeruste Douglas DC-6. In 1955 bestelde SAS de met straalmotoren uitgeruste Douglas DC-8, die op deze route zouden worden ingezet, met een beoogde aflevering in 1958. De marketingafdeling van SAS verwachtte dat hierdoor het aantal toeristen, voornamelijk Amerikaanse, naar Kopenhagen zou toenemen zodat daarvoor een nieuw hotel moest komen.   
Het nieuwe gebouw moest niet alleen als hotel dienen maar ook dienst doen als ontvangstgebouw voor luchtreizigers van de SAS in de stad en als kantoor voor de luchtvaartmaatschappij ter vervanging van de verspreid door Kopenhagen liggende filialen. De luchtreizigers zouden met een pendelbus worden vervoerd tussen het SAS-Hotel en het vliegveld. De bussen konden dankzij het eigen parkeerterrein ongehinderd de achterzijde van het ontvangstgebouw bereiken. 
De eerste plannen voor het gebouw werden gemaakt in 1955 en in 1956 gaf Per Kampmann, destijds directeur van SAS, Arne Jacobsen de opdracht om het gebouw inclusief het interieur te ontwerpen. SAS wilde een hotel dat aansloot bij het straaltijdperk en een monument moest zijn voor de Deense vormgeving. 
Voor SAS begon het straaltijdperk op 13 april 1959 met de ontvangst van de Caravelle die ze als eerste luchtvaartmaatschappij op 26 april 1959 in dienst nam. De ontvangsthal werd nog in 1959 in gebruik genomen en de pendeldienst naar het vliegveld ging van start met speciaal daartoe ontworpen SAS bussen. De zeven bestelde DC-8en stroomden in tussen maart en november 1960, op 30 april 1960 werd het nieuwe stationsgebouw voor het straaltijdperk (Terminal 2) op Kastrup officieel geopend en op 1 juli 1960 volgde de officiële opening van het hotel door koning Frederik en koningin Ingrid.  
Het hotel werd tot 2006 door SAS gedreven en ging in 2009 verder als Radisson Blu Royal Hotel. In 2018 liep de overeenkomst tussen Radisson en SAS af en kreeg het de naam Radisson Collection Hotel, Royal Copenhagen.  

### Ontwerp en kritiek
De beschikbare ruimte voor het gebouw was bij het verstrekken van de opdracht al vastgelegd door de SAS en de afdeling ruimtelijke ordening van Kopenhagen. De gemeente nam de gelegenheid te baat om een allang gewenst parkeerterrein in de binnenstad te realiseren en koppelde het toegestane vloeroppervlak van het hotel aan het aantal gerealiseerde parkeerplaatsen. Jacobsen ontwierp een gebouw dat met een laag deel en een toren met twintig verdiepingen die daar bovenop stond. Door de spoorlijn tussen de Vesterbrogade en station Vesterport te overkappen konden voldoende parkeerplaatsen worden gerealiseerd. Net als bijna alle moderne torens uit die tijd was het geïnspireerd op het Lever House van architect Gordon Bunshaft uit 1952. De vliesgevel, de scheiding tussen het dragende skelet en de gevel, de ranke toren op een brede sokkel en de stijfheid die bereikt wordt door een kern met liften, technische voorzieningen en dienstruimtes waren eind jaren 50 het denkkader van de moderne architectuur geworden. In Denemarken was het SAS Royal Hotel de eerste uiting van deze stijl op een prominente plaats, namelijk in het centrum van de hoofdstad. 
Nadat de schetsen van het gebouw in 1956 openbaar gemaakt werden in de plaatselijke kranten volgden bezwaren van de bevolking en kritiek van de vakwereld. Ze vreesden de vernietiging van het historische stadsbeeld en het oprukken van Amerikaanse architectuur in Denemarken. Jacobsen erkende dat het gebouw bij openstaande ramen op warme zomerdagen inderdaad zou lijken op een ponskaart. Erik Møller, die voordien meerdere projecten met Jacobsen had uitgevoerd, noemde het gebouw een glazen sigarendoos. Philip Johnsen, een Amerikaanse architect die zijn stempel drukte op de internationale stijl, noemde het de slechtste imitatie van het Lever House. Tijdens een toespraak voor de Architectural Association in 1960 te Londen zei hij dat "het gebouw geen schaal heeft en meer lijkt op een rekening op vloeipapier. De bewondering voor Mies van der Rohe is zichtbaar maar op saaie wijze tot uitdrukking gebracht". Hierop reageerde Jacobsen dat het gebouw dan, in geval van een wedstrijd, een ieder geval de prijs voor het lelijkste gebouw van Kopenhagen zou krijgen. 
Het hotel was bij de oplevering het grootste hotel van Denemarken, met 69,60 m hoogte de eerste hoteltoren in Kopenhagen en tot 1969 tevens het hoogste gebouw van Denemarken. In 2009 was het op de lijst van hoge gebouwen gedaald tot de zevende plaats.

### Gesamtkunstwerk
Het hotel geldt als laatste gesamtkunstwerk van Jacobsen en tevens, als gevolg van de ingrijpende verbouwingen sinds de oplevering, als een verloren gesamtkunstwerk. De poging om een gesamtkunstwerk te maken, dat wil zeggen de vormgeving tot in detail te ontwerpen, drukte een stempel op de werkwijze van Jacobsen tijdens het ontwerpproces. Van meet af aan bemoeide hij zich niet alleen met het plannen en bouwen van het gebouw. Door zelf ontworpen stoelen, meubels en stoffering beïnvloede Jacobsen ook de inrichting van het gebouw. Al bij zijn eerste grote project na zijn afstuderen, het in 1929 geplande Huis van de toekomst, maakte hij meubels die alleen daar gebruikt werden. Het hotel was zijn grootste project, hier kon hij werken zonder ontwerpen van andere architecten en vormgevers. Na het hotel kreeg Jacobsen nooit meer zoveel vrijheid bij een ontwerp.

## Opbouw

Opbouw van het Royal Hotel.
Legenda:
1. Hoteltoren,
2. Laagbouw,
3. Dak van de wintertuin,
4. Dak van het ontvangstgebouw.
De rode lijn vormt de grens tussen hotel en ontvangstgebouw. De tekening is niet op schaal.

Het gebouw bestaat uit twee constructief gescheiden onderdelen die alleen functioneel verbonden zijn. Het onderste deel in laagbouw met vier lagen waarvan twee kelders. Daarboven staat de hoteltoren met 18 lagen die rust op zes pylonen die door de laagbouw heen op een eigen fundament staan.

### Laagbouw
De laagbouw is opgedeeld (zie de rode lijn op de tekening) in twee delen, het hotel in het zuidelijke deel en het ontvangstgebouw in het noordelijke deel. Het zuidelijke deel onder de hoteltoren kreeg een foyer, een restaurant, bars, een café en winkels. Het noordelijke deel kreeg de luchtvaart gerelateerde functies zoals een passagekantoor, incheckbalie, bagageafhandeling, kantoren en vergaderruimtes. De hal van het ontvangstgebouw was twee bouwlagen hoog en door daklichten kon het daglicht in de hal vallen. In de hal konden de luchtreizigers wachten op hun bus naar het vliegveld die aanvankelijk tot bij het vliegtuig reed. De kantoren op de eerste verdieping waren toegankelijk via een galerij en aan een kant was een bar op een balkon. 
Het ontvangstgebouw werd 20 jaar na de opening van het hotel gesloten, sindsdien wordt het noordelijke deel van het gebouw gebruikt voor meer vergaderzalen, winkels, een reisbureau en een fitnessstudio. Hiervoor werd de vloer van de eerste verdieping in de hal doorgetrokken. Het dak van de laagbouw was als terras ontworpen maar is nooit als zodanig gebruikt. In de twee kelders zijn opslagruimtes en de parkeergarage ondergebracht. 
De doorlopende glazen gevel op de begane grond kent directe toegangen tot de winkels vanaf de straat. De eerste verdieping kraagt uit boven de begane grond en is bekleed met grijsgroene cermet platen. De doorlopende glazen strook benadrukt de horizontale eenheid van de laagbouw.

### Hoogbouw
De tweede verdieping van het complex ligt onder de toren op het dak van de laagbouw en huisvest de bedrijfsvoering van het hotel. De gevels van deze verdieping liggen verder naar binnen dan de andere, hierdoor is die van de straat af niet te zien en lijkt de toren te zweven boven de laagbouw. Deze constructie is ook te vinden bij het Lever House.
De een- en tweepersoons kamers liggen in de onderste 16 lagen van de toren. Sommige kamers hebben tussendeuren. De linnenkamers van de verdiepingen liggen tussen de liftschachten en de noordgevel en zijn aan de gevelzijde voorzien van ventilatieroosters die van buiten als strook te zien zijn. De 19e verdieping huisvest de suites en op de 20e verdieping was aanvankelijk de panorama lounge gevestigd. Later werd restaurant Alberto K op de 20e gevestigd nadat het gasten restaurant op de 1e verdieping was omgebouwd tot conferentiezaal. De eetzaal ligt hier rondom langs de ramen en biedt uitzicht over de stad. De keuken en andere voorzieningen bevinden zich in het midden van deze verdieping.    
De toren is gebouwd met een skelet uit gewapend beton en heeft een vliesgevel bestaande uit een aluminium raamwerk met glasplaten die deels doorzichtig en deels met grijsgroen geanodiseerd aluminium bedekt zijn. De horizontale afstand tussen de aluminiumprofielen is 60 cm, de doorzichtige platen, die als ramen fungeren, zijn 120 cm hoog en de grijsgroene platen rond de vloeren zijn 168 cm hoog. De vliesgevel was door Jacobsen in 1955 voor het eerst in Denemarken toegepast bij het raadhuis van Rødovre met drie bouwlagen. De gevel daar verschilt alleen door de lichtgroene platen en iets andere verhoudingen.
Boven de 20e verdieping loopt de gevel nog een verdiepingshoogte door zonder ramen. Hier is op beide lange gevels het toenmalige logo van SAS als een lichtreclame aangebracht. Deze bleef in de oude stijl behouden nadat de luchtvaartmaatschappij zich had teruggetrokken uit de Rezidor Hotel Group, het moederbedrijf van Radisson SAS-Hotels. De opschriften en logos op de laagbouw werden toen wel omgewisseld. De "blinde" verdieping is deels voorzien van een technische ruimte en de lift voor de glazenwasser.

## Vormgeving
De vloer van de foyer bestaat uit lichtgrijze marmeren platen. Het plafond was donkergroen geschilderd, maar is later vervangen door een systeemplafond. De ruimte voor de vier naast elkaar gelegen liften heeft wanden van zwart marmer. De foyer werd met een wenteltrap verbonden met het restaurant op de eerste verdieping. Deze heeft treden van gevouwen staalplaten en is opgehangen aan 14 staalkabels. De ruimtes tussen trap en leuning zijn voorzien van platen van gerookt plexiglas. Het groen van het plafond werd voorgezet in het tapijt. Vergelijkbare wenteltrappen werden door Jacobsen bij meerdere projecten gebruikt. Hij plaatste ze op prominente plaatsen in de bibliotheek van Rødovre en de stadshal van Aarhus.  
De scheiding tussen de beide delen van de laagbouw werd aanvankelijk gevormd door een wintertuin die de volle hoogte gebruikte en was voorzien van een glazen dak (nummer 3 op de tekening). Tussen de binnenste en buitenste glazen wanden van de wintertuin werden orchideën geplant en bloembakken opgehangen, en voor de buitenste ramen hingen licht doorlatende gordijnen.  
Jacobsen hat verschillende gevelontwerpen uitgewerkt, die behalve andere indelingen ook andere kleuren omvatten. Een idee was om bij ieder raam een bloembak te hangen. Zijn voorkeursvariant was het ontwerp met zijgevels uit granietplaten zoals hij ook bij het raadhuis van Rødovre had gedaan. De toekomstige hoteldirecteur wees dit van de hand omdat hij de hoekkamers met meer ramen voor een hogere prijs zou kunnen aanbieden. De kamerprijzen werden gerelateerd aan het aantal ramen, beginnend met vijf ramen in de goedkoopste kamers.

### Groen
Groentinten domineren het hele complex. Jacobsen, die ook als landschapsarchitect werkzaam was, werkte tussen 1955 en 1960 volgens het concept van de moderne tuin. Zijn interpretatie kwam tot uiting door groen textiel en meubels in organische vormen in samenhang met strakke geometrische basis vormen. 
Door de plaatsing van de wintertuin op een centraal punt in de laagbouw van het SAS Royal Hotel wilde hij de natuur in het moderne stadsleven opnemen. Een vergelijkbare kleuren- en vormentaal had Jacobsen al gebruikt bij het raadhuis van Rødovre.

### Inrichting

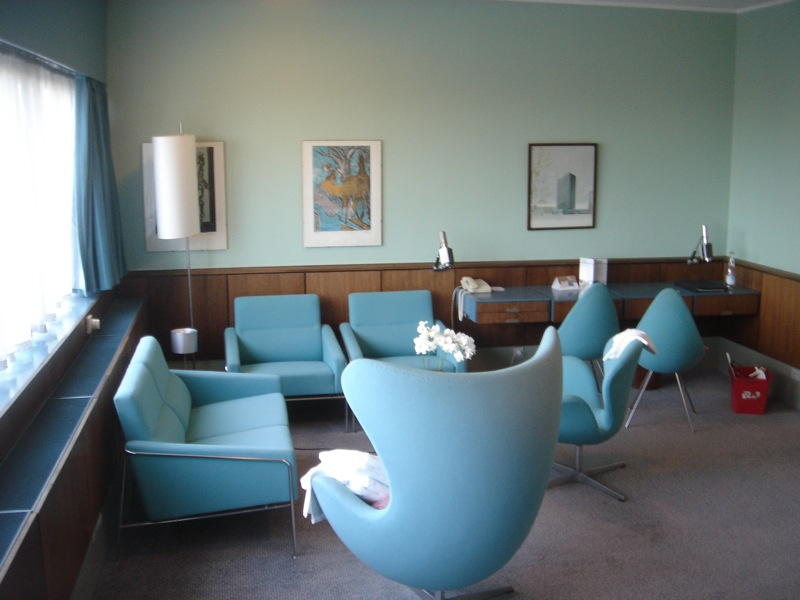
Kamer 606 met de oorspronkelijke inrichting

Jacobsen ontwierp verschillende meubels, lampen en textielpatronen. Enkele van deze ontwerpen werden later in serieproductie genomen en ontwikkelden zich tot klassiekers van de vormgeving, die wereldwijd in musea tentoongesteld zijn. Andere bleven unicaten.
Als zitmeubel voor de foyer en de kamers ontwierp Jacobsen de Zitbank 3300, de stoel De druppel alsmede stoel en bank varianten van De zwaan en Het ei. Meubelbouwer Fritz Hansen A/S, die alle meubels voor het hotel maakte, voegde Het ei, De zwaan (stoel & bank) en de Zitbank 3300 toe aan haar assortiment. De bank variant van Het ei bleef exclusief voor het hotel. In de foyer werden Ei en Zwaan in groepjes van vijf op hoogpolig tapijt geplaatst. Het restaurant Alberto K. werd gemeubileerd met de in 1955 ontworpen serie 7. 
Op de wanden van de hotelkamers werden rondom multifunctionele panelen uit dennenhout, palisander en wenge aangebracht. De onderkant van deze panelen van 50 cm breed hingen op hun halve hoogte boven de vloer en konden worden voorzien van tafeltjes, spiegels en kastjes. Door deze standaardisatie konden verschillende elementen makkelijk omgewisseld worden. Deze constructie had Jacobsen geleerd van zijn leermeester Kaare Klint, die aanhanger van het functionalisme was.
De gordijnen van het restaurant op de eerste verdieping hadden een geweven grijsgroen ruitpatroon. Het zonlicht werd door de stof goudkleurig weerkaatst. Jacobsen ontwierp ook de andere gebruikte textielpatronen. Jacobsen gebruikte een cilindervormige lampenkap uit witte stof, die op verschillende armaturen aangebracht werd, als uitgangspunt voor de verlichting. De kap werd toegepast op staande lampen, tafellampen en wandlampen, zowel in de kamers als in de gemeenschappelijke ruimtes van het hotel. De staande lampen stonden op een voet met een aluminiumbuis waaraan de kap was opgehangen. Alle lampen werden door de firma Louis Poulsen vervaardigd.

## Aanpassingen

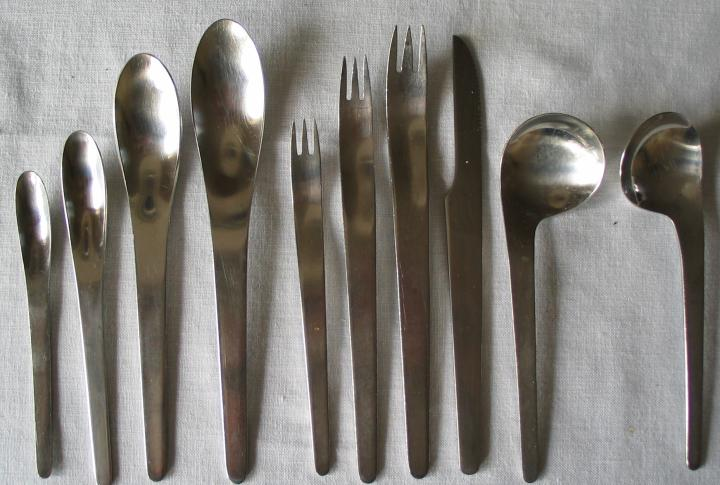
Het AJ-bestek van het restaurant

Na de oplevering werden er aan het gebouw en het interieur meerdere aanpassingen doorgevoerd, zowel bouwtechnisch als op het gebied vormgeving. De bedrijfsleiding kwam met eisen die niet pasten in het concept van Jacobsen en waardeerden zijn werk niet allemaal. In 1963 werd bijvoorbeeld het speciaal ontworpen AJ-bestek vervangen omdat het voor dagelijks gebruik als te gecompliceerd werd gezien. In 1980 werden de houten wandpanelen wit geschilderd, om ze aan de tijdsgeest aan te passen. Het linnengoed van het ontwerp moest plaatsmaken voor het standaardlinnengoed van de SAS-hotels omdat dat in aanschaf goedkoper was en makkelijker vervangbaar. In de foyer werd het tapijt verwijderd en de rechte doorlopende receptiebalie werd door meerdere ronde balies vervangen.
Na de sluiting van het ontvangstgebouw voor luchtreizigers werden in de laagbouw tien vergaderzalen gebouwd om de weggevallen overnachtingen van luchtreizigers te compenseren met die van congresgangers. Ook het restaurant op de eerste verdieping werd omgebouwd en is nu een congreszaal met ruimte voor 200 zitplaatsen met stoelen van de serie 7.

### Ombouw
Een ingrijpende verbouwing van het interieur van het hotel vond plaats in de jaren 90 van de 20e eeuw. Het interieur was 30 jaar lang gebruikt en vergde inmiddels veel reparatiewerk. In de hotelkamers werden manshoge wandpanelen uit helder fineer aangebracht, met verlichting achter melkglas in ellipsvormige uitsparingen. Nieuwe bedden, nachtkastjes en lampen vervingen de oude, en de groentinten maakten plaats voor een nieuwe kleurstelling. De nieuwe hotelleiding was zich bewust van de reclamewerking van de naam Jacobsen en voerde een aantal eerder verwijderde onderdelen van het ontwerp, zoals het bestek, weer door. Deze verbouwing kostte omgerekend ongeveer 10 miljoen Euro. In 2018 werd in het kader van de nieuwe naam Radisson Collection Hotel, Royal Copenhagen het gebouw opnieuw verbouwd. Het ontwerp lag nu in handen van Space Copenhagen bestaande uit Signe Bindslev Henriksen en Peter Bundgaard Rützou. Na omvangrijk onderzoek werden originele meubels gerestaureerd en onderdelen van het oorspronkelijke ontwerp in ere hersteld, zoals bijvoorbeeld de lederen leuning van het trappenhuis in de lobby.

### Behoud van de vormgeving

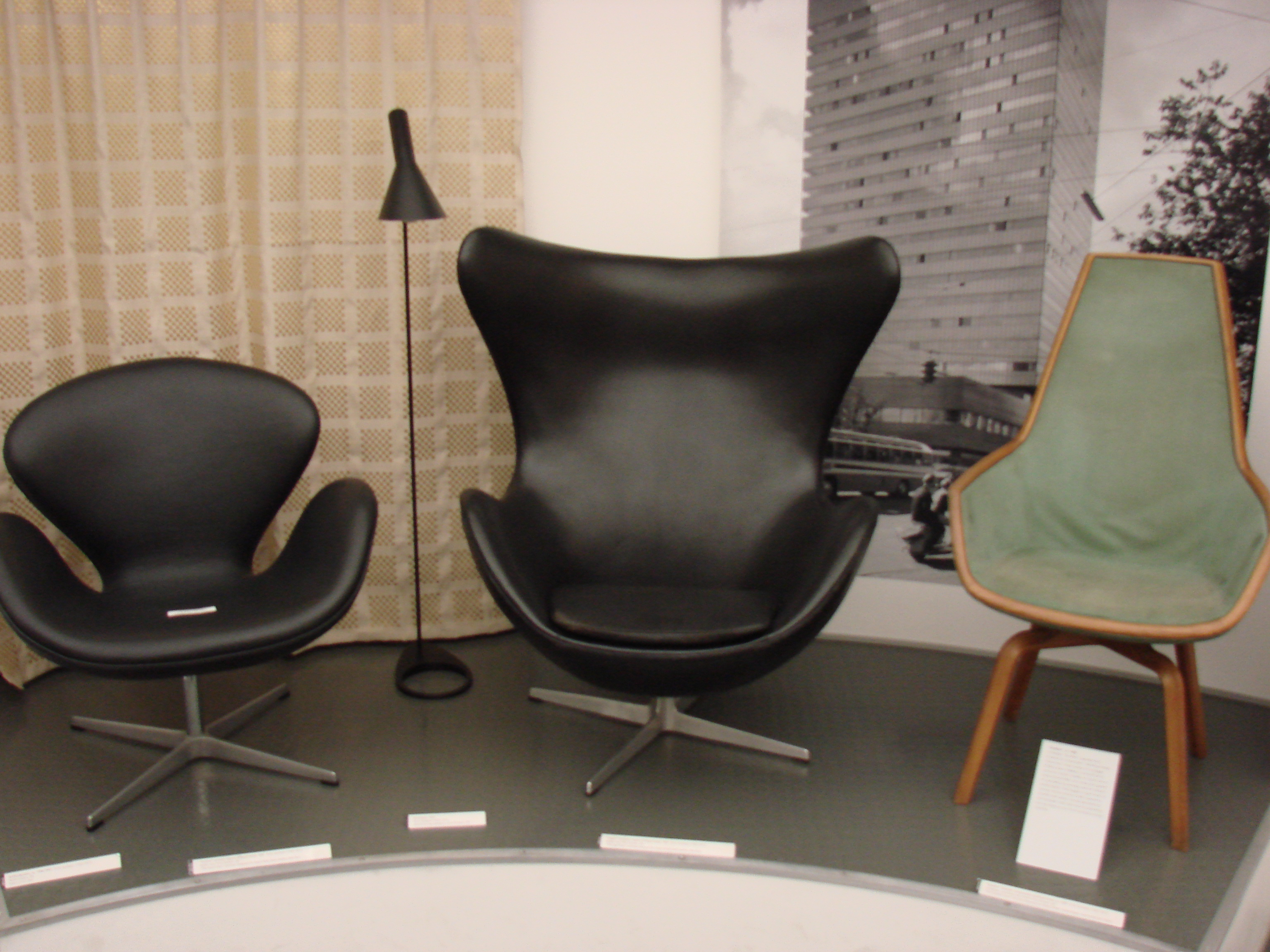
Ei, Zwaan, Staande lamp en gordijnen uit het hotel tentoongesteld in het Designmuseum Danmark als indruk van het hotel

Onderdeel van de reclamestrategie rond de naam Jacobsen was dat kamer 606, op een paar details na, behouden is met de vormgeving van Jacobsen. De kamer is net als de andere kamers te boeken voor een overnachting. De wanden hebben hier de oorspronkelijke licht groene kleur en zijn voorzien van de houten panelen. In de kamer staan met groene stof beklede exemplaren van Het ei, De zwaan en De druppel. Van de serie 3300 zijn zowel een zitbank als een stoel aanwezig met dezelfde bekleding. Alleen de platte televisie is een afwijking van het originele ontwerp.
Het Designmuseum Danmark aan de Bredgade heeft een ruimte gewijd aan het hotel en het werk van Jacobsen als onderdeel van de permanente tentoonstelling. Hier zijn een staande lamp en de stoelen Ei en Zwaan te zien. Op de achterwand hangen naast foto's van het hotel gordijnen van het restaurant.
Ter gelegenheid van de 100e geboortedag van Arne Jacobsen stelde Zdenek Feliz in opdracht van het Louisiana Museum of Modern Art de tentoonstelling Arne Jacobsen. Absolut modern samen, die in 2003 van mei tot september ook in Hamburg te zien was. De tentoonstelling omvatte naast de voor het hotel ontworpen meubels ook een nagebouwde kamer 606.